# Miramar (Valencia)
Miramar es un municipio de la Comunidad Valenciana, España. Perteneciente a la provincia de Valencia, en la comarca de la Safor.

## Geografía
Situado a orillas del mar Mediterráneo. La superficie es llana, formada por sedimentos cuaternarios de naturaleza arenosa. La costa forma una playa arenosa de más de un kilómetro de longitud. No lo atraviesa ningún río ni hay elevaciones que destacar.
Desde Valencia se accede a esta localidad, por carretera, a través de la N-332 para enlazar con la CV-673. También se conecta con Oliva, Pego y Gandía con dos autobuses diarios.

## Historia
Del término municipal de Miramar sólo se conoce la noticia de la existencia en la partida de la Alcudia de unos muros y otros restos arqueológicos, entre los que se han encontrado cerámicas y monedas romanas.
El pueblo es de origen árabe y fue donado después de la conquista cristiana a Sancho Ximenis. La población morisca continuó siendo el núcleo principal. En 1527 había 40 casas de moriscos, que habían aumentado a 56 en 1609. En 1610/1611 fue repoblada, igual que Benipeixcar y Beniopa, mayoritariamente por gentes traídas desde la Liguria, la república de Génova . La población contaba con 20 casas (unos 100 habitantes) en 1646, casi medio siglo después de haber quedado deshabitada por la expulsión de los moriscos. María Enríquez de Luna, duquesa viuda de Gandía, durante el tiempo que estuvo gobernando su estado en tanto pudiera hacerse cargo su hijo Juan de Borja y Enríquez, engrandeció el ducado adquiriendo algunos pueblos más, entre ellos Miramar.
En 1794 había ascendido a 105 casas (500 habitantes), y un siglo después, en 1897, a 801.

## Demografía
Miramar cuenta con una población de 3020 habitantes (INE 2024).
| Gráfica de evolución demográfica de Miramar entre 1842 y 2021                                                       |
| |
| Población de derecho según los censos de población del INE Población de hecho según los censos de población del INE |

## Economía
Su economía estaba basada en la agricultura y en la comercialización de los agrios. El suelo es aprovechado en su totalidad por cultivos de regadío, principalmente por naranjos.
Actualmente dispone de polígono industrial, con industrias en distintos sectores de producción y servicios, que junto al sector turístico es el principal motor económico del municipio.
El sector turístico ha recibido un fuerte impulso en los últimos años al contar con una playa amplia y diversa oferta hotelera.
La playa de Miramar participa en el Plan de Playas Accesibles de la Comunidad Valenciana, y es apta para personas con discapacidad. Además de contar con la Bandera azul y con la Q de calidad turística europea desde ya hace años.

## Comunicaciones
La localidad está comunicada con Guardamar, Daimuz y Gandía con dos autobuses diarios. Por otro lado, también está comunicado con L'Alquería, Palmera y Oliva con otros dos autobuses diarios

## Administración y política
| Periodo   | Nombre                  | Partido   |
| --------- | ----------------------- | --------- |
| 1979-1983 | Vicente Falquet Caudeli | PSPV-PSOE |
| 1983-1987 | Vicente Falquet Caudeli | PSPV-PSOE |
| 1987-1991 | Vicente Falquet Caudeli | PSPV-PSOE |
| 1991-1995 | Asensio Llorca Berto    | PSPV-PSOE |
| 1995-1999 | Asensio Llorca Berto    | PSPV-PSOE |
| 1999-2003 | Asensio Llorca Berto    | PSPV-PSOE |
| 2003-2007 | Asensio Llorca Berto    | PSPV-PSOE |
| 2007-2011 | Asensio Llorca Berto    | PSPV-PSOE |
| 2011-2015 | Asensio Llorca Berto    | PSPV-PSOE |
| 2015-2019 | Asensio Llorca Berto    | PSPV-PSOE |
| 2019-2023 | Mª Pilar Peiró Miñana   | PSPV-PSOE |

## Patrimonio
- Iglesia parroquial. Está dedicada a su patrón: San Andrés apóstol.

Cuenta también con un polideportivo en Miramar pueblo, pistas de tenis, campos de fútbol, fútbol sala, pádel, piscina,parque de calistenia,etc.

## Fiestas locales
Celebra sus fiestas patronales la primera semana completa de agosto, celebrando Moros y Cristianos el domingo de la misma semana, con el fin de fiesta de un castillo de fuegos artificiales piromusical. A lo largo de la semana se hacen muchas actividades para niños, jóvenes y adultos. Destacan la cena en la calle, dónde el ayuntamiento reparte melón, salmuera y vino a los que sacan mesa a la calle. Después está la procesión del Moro, procesión que empieza formal pero que con el paso del tiempo se convierte en una fiesta, arrastrando una escultura. Cambien celebran los días del patrón San Andrés y los Santos de la Piedra, el Cristo del amparo, la Virgen del Carmen y la Virgen del Rosario.
En el último fin de semana de noviembre celebra una feria gastronómica y cultural dedicada a su patrón San Andrés Apóstol, dónde desde el año 2024 la fiesta ha sido declarada de interés turístico local de la Comunidad Valenciana.